# Joel Andersson
Eric Joel Andersson (Göteborg, 11 novembre 1996) è un calciatore svedese, difensore o centrocampista del Ludogorec.

## Biografia
Ha un fratello gemello di nome Adam, anch'egli calciatore.

## Carriera

### Club
Nativo di Göteborg, ha iniziato a giocare a calcio con la maglia del Västra Frölunda. All'età di 15 anni ha anche collezionato alcune apparizioni in prima squadra, che all'epoca era impegnata nella quarta serie nazionale.
Nel 2013 ha iniziato a far parte dell'Häcken, altra squadra dell'area di Göteborg, ma i primi due anni li ha trascorsi nel settore giovanile. Proprio come accaduto al fratello, nel 2015 è stato promosso in prima squadra, con cui ha collezionato le prime presenze in Allsvenskan, 13 da titolare e 9 da sostituto. Joel e Adam tuttavia non erano gli unici gemelli in rosa, vista la presenza dei due Gustafson, Samuel e Simon. A partire dal campionato 2016, Joel Andersson si è imposto stabilmente come terzino destro titolare, tanto da risultare il giocatore più presente nell'arco del campionato dell'anno successivo.
Il 2 luglio 2018 viene ceduto al Midtjylland, con cui firma un quinquennale.

### Nazionale
Dopo aver rappresentato tutte le maggiori nazionali giovanili svedesi, il 7 gennaio 2018 ha giocato la sua prima partita con la nazionale maggiore, in occasione dell'1-1 di Abu Dhabi contro l'Estonia. Si trattava però di una selezione sperimentale, che vedeva convocati solo giocatori militanti nei campionati scandinavi.

## Palmarès

### Club

#### Competizioni nazionali
- Coppa di Svezia: 1

Häcken: 2015-2016
- Coppa di Danimarca: 2

Midtjylland: 2018-2019, 2021-2022
- Campionato danese: 2

Midtjylland: 2019-2020, 2023-2024